# Visselhäger
Visselhäger (Syrigma sibilatrix) är en sydamerikansk fågel i familjen hägrar inom ordningen pelikanfåglar.

## Utseende och läten
Visselhägern är en relativt stor (57 cm) häger. Fjäderdräkten är mestadels matt beigefärgad med grå mantel. Den kraftiga näbben är skär med sotfärgad spets och runt ögat syns lysande blå bar hud. I flykten är den vita övergumpen och stjärten iögonfallande. Fågeln är vanligtvis tystlåtet men har ett enstavigt spelläte som ofta hörs i flykten, ett upprepat ljud som i engelsk litteratur återges "wheeee, wheeee...".

## Utbredning och systematik
Visselhäger placeras som enda nu levande art i släktet Syrigma. Den delas in i två underarter med följande utbredning:
- Syrigma sibilatrix fostersmithi – förekommer i östra Colombia och Venezuela
- Syrigma sibilatrix sibilatrix – förekommer i våta gräsmarker från Bolivia till sydöstra Brasilien och nordöstra Argentina

## Levnadssätt
Visselhägern hittas i våtmarker, odlade fält, betesmarker och savann, ofta långt från vatten som den olikt många andra häger sällan vadar i. Den sen ensam och kan stå helt stilla i långa perioder.
Födan består mestadels av leddjur som spindlar, flygande insekter, bönsyrsor, trollslände- och skalbaggelarver och vandringsgräshoppor, men även daggmaskar och grodor. Den häckar mellan april och september i norr, i söder varierande (september till januari i sydöstra Brasilien, i Uruguay med en topp i januari).

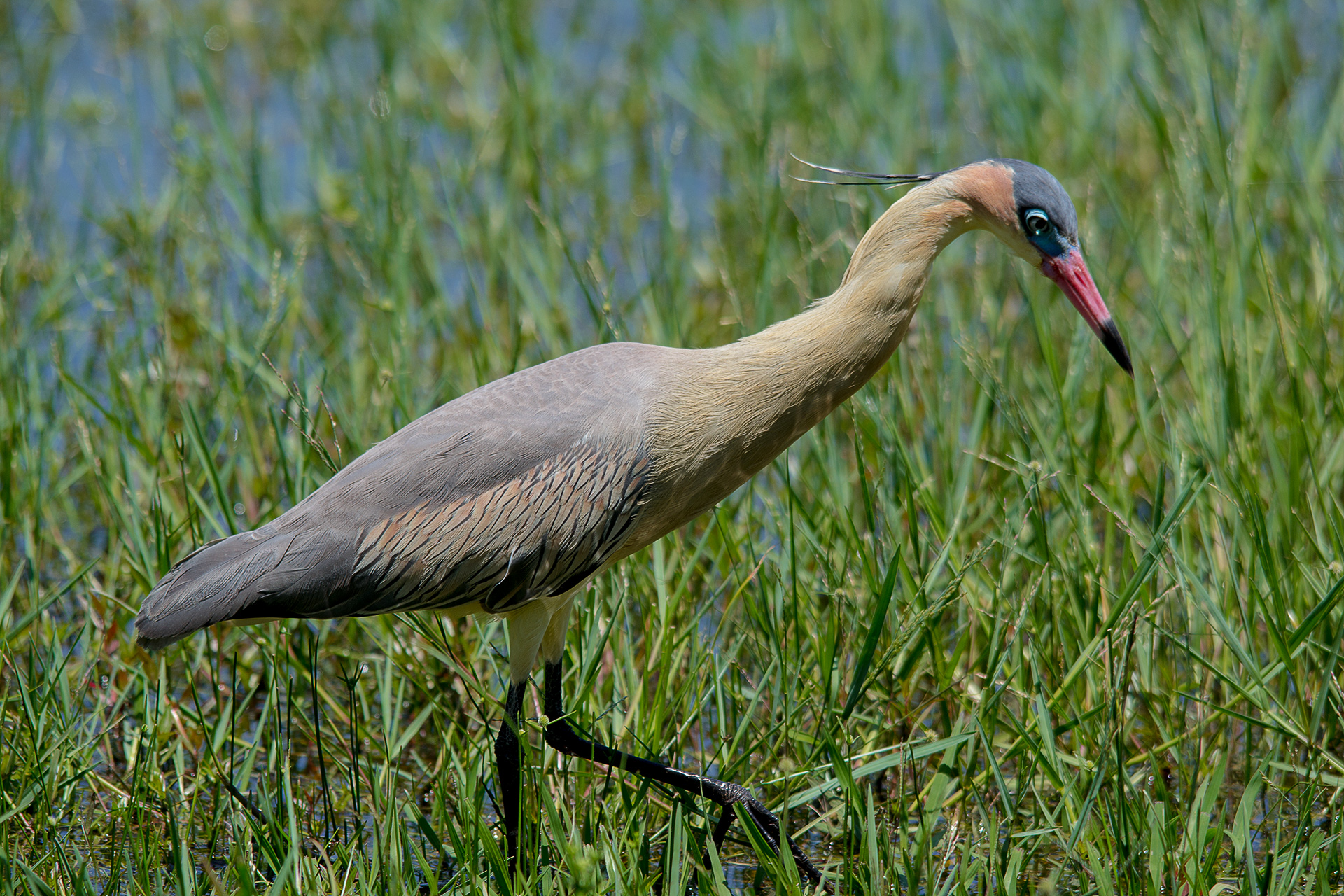
Födosökande visselhäger nära staden Três Lagoas i Mato Grosso do Sul, Brasilien.

## Status
Arten har ett stort utbredningsområde och beståndet anses vara stabilt. Internationella naturvårdsunionen IUCN listar den därför som livskraftig (LC). Världspopulationen uppskattas till mellan 23 300 och 73 300 adulta individer.